# 华北豹
华北豹（学名：Panthera pardus japonensis）也称中国豹，是一种大型猫科食肉动物，是豹的一个亚种，为中国特有，同时被国际自然保护联盟列为极危物种。数量推测可能不足500只。
华北豹以前被公认为独特的亚种，但于2017年归入远东豹，但该分类仍然有争议。

## 分布
历史上曾经广泛分布于西到兰州，北到戈壁荒漠南部，东到北京的广袤大地上。现今分布于中国北方的河南、河北、山西、甘肃东南部、陕西北部等零星的几块栖息地中，近年來還出現在寧夏。山西是目前拥有野生华北豹数量最多的省，因山西几乎是当前华北森林环境最好的地区，拥有数量众多的狍子和野猪，为豹提供充足的食物；加上山西的虎、狼、豺、亚洲黑熊、猞猁这些大中型食肉动物已经绝迹或基本绝迹，华北豹在山西几乎没有任何竞争对手。

## 形态特征
体长从尾端算起约1.8～2.2米，从臀部算起长约1.1～1.5米，尾长约0.8～1米，体重约45～80公斤。雄性较雌性个体大。
身上的斑点和斑环花纹排列密集颜色较深，有些斑点会落在黑色圈形斑环内部，这个特征更接近于它在美洲的远亲美洲豹而不是其他的豹类。

## 生活习性
栖息于山地、丘陵、荒漠和草原，尤喜茂密的树林或大森林。无固定巢穴。单独活动，善于攀树和跳跃。由于华北豹的生存地区没有虎的存在，其行为和有虎或狮子存在的地区的豹的习性有所不同，一天之中除了中午的其他时段都可能外出捕食巡视，日夜平均。另外通常在没有狮虎的地区豹会试图捕食狮虎的猎物而趋向于个头变大，延长在地面上的活动时间，同时不用每次都把猎物带到树上隐藏起来。

## 捕食习惯
主要捕食有青羊（斑羚）﹑鹿﹑猕猴及野猪，亦会捕猎灵猫，雀鸟，啮齿类，昆虫等，有时候也吃腐肉，视乎猎物产地而定。
在猎物缺乏时，它也会被迫向人类栖息地移动捕猎家畜，因而发生人豹之间的冲突。
华北豹和一般猫科动物一样会在密林的掩护下潜近猎物，当移动到攻击距离之内利用突袭攻击猎物。通常对于体型较小的猎物采取直接咬断颈部使其不能动弹，而对于体型稍大的会采取咬住喉咙或者用自己的嘴巴紧紧覆盖住猎物口鼻令其窒息等不同策略。

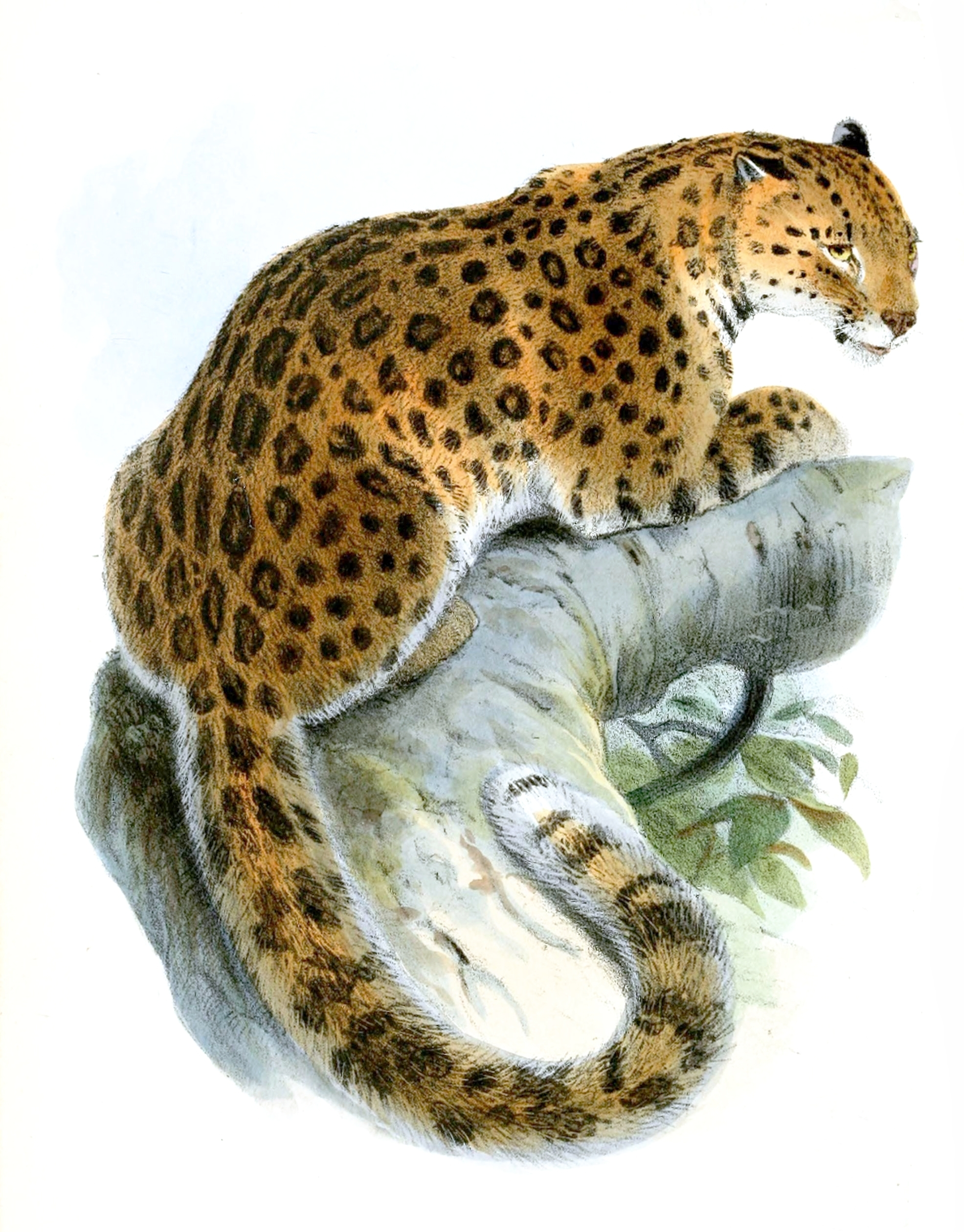

## 繁殖
华北豹发情期为每年年初，母豹怀孕期105-110天，一胎通常生产2-3头小豹。刚出生的小豹直到十天以后眼睛才能睁开，一直依赖母豹生存在其身边一直待到18-24个月大然后出走独立门户。相比母豹，长成的公豹会选择去到较远的地方建立自己的领地。

## 保护现状
尽管近年来保护组织利用野外设置的自动照相机拍摄到野生华北豹的照片和影片，总体来说华北豹在中国的保护现状仍然不容乐观。就拿华北豹最佳栖息地的山西地区来说。大面开垦森林，建造公路等已经迫使该地区的华北豹不断缩小自己的领地范围。并面临栖息地被完全分割而子种群内个体数量进一步减少的危险。
另一个危险来自人豹冲突，当领地内没有充足的食物时豹就会试图拓展空间，并很可能因此踏入人类生存的区域，家畜是很容易到手的猎物对于豹来说是不能拒绝的诱惑。大型猫科动物都会把一次吃不完的猎物放在一边过几天回来继续进食，所以如果当地居民在被豹杀死的家畜上投毒那豹子被毒死的几率几乎是百分之一百。更加不幸的是这样被毒死的经常是对食物需求巨大的哺乳期母豹，而如果母豹被杀那它的孩子们也只有死路一条。这也造成了某些区域华北豹雌雄比例严重失调的问题。

## 关于学名
据说因为在1862年当时的学名制定者Gray经由日本购买到定义用的那张豹皮所以误称其为“japonensis”。其实日本不产豹。
由于华北豹与远东豹之间没有生物地理障碍，因此猫科分类工作组于2017年将华北豹归为远东豹。